# 미디피레네
미디피레네(프랑스어: Midi-Pyrénées, 오크어: Miègjorn-Pirenèus)는 프랑스 남서부에 위치한 레지옹으로 중심 도시는 툴루즈이며 면적은 45,348km2, 인구는 2,926,592명(2012년 기준)이다.
남쪽으로는 스페인, 안도라와 국경을 접하며 서쪽으로는 아키텐(현재의 누벨아키텐), 북쪽으로는 리무쟁(현재의 누벨아키텐)과 오베르뉴(현재의 오베르뉴론알프), 동쪽으로는 랑그도크루시용과 접한다. 8개 주(로트주, 아리에주주, 아베롱주, 오트가론주, 오트피레네주, 제르주, 타른주, 타른에가론주)를 관할한다.
2016년 1월 1일을 기해 시행된 레지옹 개편에 따라 랑그도크루시용과 미디피레네가 옥시타니(옛 이름 랑그도크루시용미디피레네)로 합병되었다.

## 같이 보기
- 랑그도크